# Sauber C34
O C34 é o modelo do carro de corrida da equipe Sauber para a temporada 2015 de Fórmula 1, que será pilotado por Marcus Ericsson e Felipe Nasr. O carro foi apresentado no dia 30 de janeiro, através da internet. Com patrocínio do Banco do Brasil, levado por Nasr, o modelo recebeu as cores azul e amarelo.

## Desempenho
Em 2014, a Sauber amargou o pior coelho de sua história. Com um carro malnascido, sem dinheiro e com o fraco motor Ferrari, não marcou um ponto sequer, ficando atrás da nanica Marussia que havia pontuado (dois pontos que foi marcado por Jules Bianchi no Grande Prêmio de Mônaco). O ano de 2015, porém, começou bem mais animador. Empurrado pelo promissor novo motor da Ferrari, o time suíço parece ter acertado a mão no C34, sendo a grande surpresa da pré-temporada.

## Resultados
| Pos | Piloto          | Nu. | AUS | MAL | CHN | BHR | ESP | MON | CAN | AUT | GBR | HUN | BEL | ITA | SIN | JAP | RUS | EUA | MEX | BRA | UAE | Pts | Pts da Equipe | Pos da Equipe |
| --- | --------------- | --- | --- | --- | --- | --- | --- | --- | --- | --- | --- | --- | --- | --- | --- | --- | --- | --- | --- | --- | --- | --- | ------------- | ------------- |
| 18  | Marcus Ericsson | 9   | 8   | Ret | 10  | 14  | 14  | 13  | 14  | 13  | 11  | 10  | 10  | 9   | 11  | 14  | Ret | Ret | 12  | 16  | 14  | 9   | 36            | 8º            |
| 13  | Felipe Nasr     | 12  | 5   | 12  | 8   | 12  | 12  | 9   | 16  | 11  | Ret | 11  | 11  | 13  | 10  | 20† | 6   | 9   | Ret | 13  | 15  | 27  | 36            | 8º            |

Negrito = Pole Position.
Itálico = Volta Mais Rápida
Ret = Não completou a prova.
- = Classificado pois completou 90% ou mais da prova.
½ = Foram dados a metade dos pontos. A corrida foi interrompida pelo mau tempo.
Desc = Desclassificado da prova.